# Ан Браганс
Ан Браганс (на френски: Anne Bragance) е френска писателка на произведения в жанра драма, исторически роман и биография.

## Биография и творчество
Ан Браганс е родена през 1945 г. в Казабланка, Мароко. Израства в семейство от андалуски произход и в космополитна среда, където се смесват френски, испански, италиански и арабски. На 16 години се мести в Париж, където научава френски език.
Първият ѝ роман „Tous les désespoirs vous sont permis“ (Всяко отчаяние ви е позволено) е издаден през 1973 г. Авторка е на много романи, включително „Bleu indigo“ (Синьо индиго), „Anibal“ (Анибал) екранизиран през 2000 г. в едноименния филм, „La chambre andalouse“ (Андалуската стая), "Rose de pierre” (Каменна роза), и др. Авторка е на няколко разказа като „Changement de cavalière“ (Смяна на ездача), „Le Damier de la reine“ (Шахматната дъска на кралицата) и на биографията „Мата Хари“.
През 1978 г. получава наградата „Алис-Луис-Барту“ на Френската академия за романа си „Les Soleils rajeunis“ (Подмладените слънца). Получава наградата „Хронос“ за две от книгите си: „Passe un ange noir“ (Мини тъмен ангел) и „La reine nue“ (Голата кралица).
Ан Браганс живее със семейството си в Южна Франция.

## Произведения
- Tous les désespoirs vous sont permis (1973)[1][2]
- La Dent de rupture (1975)
- Les Soleils rajeunis (1977) – награда „Алис-Луис-Барту“
- Changement de cavalière (1978)
- Clichy sur pacifique (1979)
- Une valse noire (1983)
- Le Damier de la reine (1983)
- L'Été provisoire (1983)
- Virginia Woolf ou la Dame sur le piédestal (1984)
- Charade (1985)
- Bleu indigo (1986)
- La Chambre andalouse (1989)
- Anibal (1991)
- Le Voyageur de noces (1992)
- Une journée au point d'ombre (1993)
- Le Chagrin des Resslingen (1994)
- Mata Hari (1995)
Мата Хари, изд.: „Емас“, София (2015), прев. Веселина Иванова
- Les Cévennes (1996)
- Rose de pierre (1996)
- La Correspondante anglaise (1998)
- Le Fils-récompense (1999)
- Le Lit (2001)
- Casus Belli (2003)
- La Reine nue (2004) – награда „Хронос“
- Une enfance marocaine (2005)
- L'Heure magique de la fiancée du pickpocket (2005)
- Danseuse en rouge (2005)
- D’un pas tranquille (2007)
- Un goût de soleil (2007)
- Passe un ange noir (2008) – награда „Хронос“
- Une succulente au fond de l’impasse (2009)
- Une affection de longue durée (2011)
- Solitudes (2012)
- Remise de peines (2015)
- Елемент от точкуван списък

### Екранизации
- 1993 Poisson-lune – автор
- 2000 Anibal – тв филм